# Haplochernes warburgi
Espèce
Synonymes
- Chelifer warburgi Tullgren, 1905

Haplochernes warburgi est une espèce de pseudoscorpions de la famille des Chernetidae.

## Distribution
Cette espèce se rencontre en Indonésie, en Papouasie-Nouvelle-Guinée, en Thaïlande et au Sri Lanka.

## Description
La femelle holotype mesure 2,6 mm.

## Publication originale
- Tullgren, 1905 : Einige Chelonethiden aus Java. Mitteilungen aus dem Naturhistorischen Museum in Hamburg, vol. 22, p. 37-47 (texte intégral).